# Cesare Gallino
Cesare Gallino (Savigliano, 22 aprile 1904 – Torino, 6 gennaio 1999) è stato un direttore d'orchestra e pianista italiano.

## Biografia
Cominciò a collaborare con Radio Torino nei tardi anni venti come pianista e direttore di musica varia (fu assunto all'EIAR nel 1929, anno in cui diresse la prima operetta, Il paese dei campanelli, per Radio Torino). Successivamente fu alla guida della orchestra Cetra, nata nel 1933; nel 1939 fece parte della commissione per il concorso Voci nuove per la canzone, insieme a Cinico Angelini, Nunzio Filogamo e Tito Petralia.
Fino agli anni quaranta fu il direttore d'orchestra più amato dal pubblico dei tradizionalisti, quelli che rifiutavano non solo i ritmi sincopati dell'orchestra Barzizza ma anche quelli "melodici" dell'orchestra Angelini. Infatti la sua specialità fu fin da allora l'area di confine tra musica di intrattenimento e musica "seria": operetta, ouverture popolari, repertorio classico di larga notorietà e canzoni di regime.
Dopo la seconda guerra mondiale divenne il più noto direttore di operette italiano (attività che avrebbe svolto fino agli ultimi anni di vita) e incise numerosi dischi per le case Meazzi e Fonit Cetra (Nuova Fonit Cetra). 
Per il Teatro Verdi (Trieste) nel 1950 dirige La vedova allegra (operetta) ed Al cavallino bianco con Romolo Costa nel Castello di San Giusto, nel 1953 Il paese dei campanelli con Anna Campori, Edda Vincenzi ed Elvio Calderoni, Paganini di Franz Lehár con Fernando Corena, Eno Mucchiutti ed Olimpo Gargano ed Il Fiore delle Hawaii, nel 1954 Cin Ci La e Sogno di un Valzer di Oscar Straus e nel 1955 Madama di Tebe di Carlo Lombardo con Cesare Bettarini e Maria Donati, Gräfin Mariza (La Contessa Mariza) di Emmerich Kálmán e Ballo al Savoy.
Nel 1984 diresse parte del concerto RAI per i sessant'anni della radio; nel 1994 ha ricevuto a Trieste il Premio internazionale dell'operetta, e nel 1995 sempre l'orchestra RAI di Torino gli ha dedicato un concerto di omaggio alla carriera.
Morto all'età di 94 anni, è sepolto nel Cimitero monumentale di Torino.

## Radio Rai
- Santarellina, operetta di Henri Meilhac e Millaud, musicata da Hervè, con Nina Artuffo, Sandro Rocca orchestra diretta da Cesare Gallino, regia Riccardo Massucci (1951)

## La televisione RAI
- No, No, Nanette , operetta di Frank Mandel, Otto Harbach e Irving Cesar, musica di Vincent Youmans, con Franca Tamantini, Enrico Viarisio, Anna Maria Bottini, Alberto Bonucci, Erika Sandri, Gino Mattera, Marina Bonfigli, Gisella Sofio, Ornella D'Arrigo, Sandra Mondaini, orchestra di Cesare Gallino, regia di Vito Molinari, sabato 8 gennaio 1955, ore 21.

## Discografia
- La Vedova Allegra/La Contessa Maritza/Madama Di Tebe - Cesare Gallino, 1966 NUOVA FONIT CETRA
- Al Cavallino Bianco/La danza delle libellule/La Principessa dei dollari - Cesare Gallino, 1966 NUOVA FONIT CETRA
- Il Paese Dei Campanelli/La Figlia Di Madame Angot/Sogno di un Valzer - Cesare Gallino, 1966 NUOVA FONIT CETRA
- Cin Ci Là/Paganini/L'acqua cheta - Cesare Gallino, 1976 NUOVA FONIT CETRA
- Addio Giovinezza/Scugnizza/Eva - Cesare Gallino, 1976 NUOVA FONIT CETRA
- La Principessa della Czarda/La Geisha/La Bajadora - Cesare Gallino, 1966 NUOVA FONIT CETRA
- Lehár: La veuve joyeuse, sélections en italien - Ornella D'Arrigo/Glauco Scarlini/Orchestra Cetra/Cesare Gallino, 1958 BNF Collection

## Registrazioni
- L'acqua cheta di Giuseppe Pietri - A. Novelli e A. Nessi . Musica di Giuseppe Pietri. Complessi operettistico e di prosa della RAI di Torino. Con Galliano Cocchi (Cecco), Nadia Mura (Anita), Ornella D'Arrigo (Ida), Pietro Cosimi (Ulisse), Tina Galbo (Rosa, sua moglie). Registrazione FONIT CETRA del 1953.

- Il Radiocorriere